# Lepanthes gibberosa
Lepanthes gibberosa är en orkidéart som beskrevs av Oakes Ames. Lepanthes gibberosa ingår i släktet Lepanthes och familjen orkidéer. Inga underarter finns listade i Catalogue of Life.